# زين الدين الشماع
زين الدّين أبو حفص عمر بن أحمد بن علي بن محمود بن الشّماع الحلبي الشافعي (880-936هـ) الإمام العلّامة المسند المحدّث.
يقول ابن العماد الحنبلي: كان إماماً، عالماً، أمّاراً بالمعروف نهاءً عن المنكر، لا يقبل هدايا أهل الدنيا، ولا يتولى شيئاً من الوظائف والمناصب، بل يتقنع بما يحصل له من ربح ما كان يضارب به رجلاً من أصحابه.

## شيوخه
ولد سنة ثمانين وثمانمائة تقريباً، واشتغل على محيي الدّين بن الأبّار، والجلال النّصيبي، وغيرهما من علماء حلب. وأخذ الحديث عن التّقي الحبيشي الحلبي وغيره بحلب، وعن الجلال السّيوطي، والقاضي زكريا، والبرهان بن أبي شريف بالقاهرة، وقد زادت شيوخه بالسماع على مائتين، وبالإجازة العامة دون السماع، والإجازة الخاصة على مائة، وحجّ وجاور بمكة مرات، وسافر في طلب الحديث إلى حماة، وحمص، ودمشق، وبيت المقدس، وصفد، والقاهرة، وبلبيس، والحرمين الشريفين، وغيرها، وصحب بمكّة سيدي محمد بن عراق، ولبس منه الخرقة، وتلقّن منه الذكر، وأخذ الطريق أيضاً عن الشيخ علوان الحموي، وصحبه، وأخذ عنه الشيخ علوان أيضاً.

## مؤلفاته
له مؤلفات كثيرة، منها:
- «مورد الظمآن في شعب الإيمان» ومختصره «تنبيه الوسنان إلى شعب الإيمان»
- مختصر شرح الروض سمّاه «مغني الراغب في روض الطالب»
- كتاب «بلغة المقتنع في آداب المستمع»
- «الدّر الملتقط من الرياض النضرة في فضائل العشرة»
- «العذب الزلال في فضائل الآل»
- «اللآلي اللامعة في ترجمة الأئمة الأربعة»
- «المنتخب من النظم الفائق في الزهد والرقائق»
- «عرف الند في المنتخب من مؤلفات ابن فهد»
- «الفوائد الزاهرة في السلالة الطاهرة»
- «المنتخب المرضي من مسند الشافعي»
- «لقط المرجان من مسند النعمان»
- «إتحاف العابد الناسك بالمنتقى من موطأ مالك»
- «الدر المنضد من مسند أحمد»
- «اليواقيت المكلّلة في الأحاديث المسلسلة»
- «القبس الحاوي لغرر ضوء السخاوي»
- «المواهب الملكية»
- «تحفة الأمجاد»
- التذكرة المسماة «سفينة نوح»
- السيرة الموسومة بـ«الجواهر والدرر»
- كتاب «محرّك همم القاصرين لذكر الأئمة المجتهدين المتعبدين»
- «النبذة الزاكية فيما يتعلق بذكر أنطاكية»
- «عيون الأخبار فيما وقع له في الإقامة والأسفار».

ومن شعره في معنى الحديث المسلسل بالأولية:
كن راحماً لجميع الخلق منبسطاً ... لهم وعاملهم بالبشر والبشرِ
من يرحم النّاس يرحمه الإله كذا ... جاء الحديث به عن سيّد البشرِ

## وفاته
توفي بحلب صبح يوم الجمعة قبيل أذانه ثاني عشر صفر (سنة 936هـ)، ودفن تحت جبل الجوشن عند الجادة التي يرد عليها من يرد من أنطاكية.